# La Virtud (ort)
La Virtud är en ort i Honduras.   Den ligger i departementet Departamento de Lempira, i den västra delen av landet, 160 km väster om huvudstaden Tegucigalpa. La Virtud ligger 386 meter över havet och antalet invånare är 1 315.
Terrängen runt La Virtud är kuperad. Runt La Virtud är det ganska tätbefolkat, med 54 invånare per kvadratkilometer. Närmaste större samhälle är Gualcince, 17,8 km öster om La Virtud.  